# 瑞典-芬蘭
瑞典-芬蘭（瑞典語：Sverige–Finland）是一个芬兰史学史上的名词；它是指从12世纪到拿破仑战争期间的瑞典。这个政治实体在芬兰战争后分裂，東部成為俄羅斯帝國共主邦联下的自治芬蘭大公國。
这个名词是由芬兰史学家在1920年代提出的。但由于这个名词含义的不确定性，在专业史学史上渐渐不再使用。然而在芬兰日常用语中这个名词还是经常被提及。
尽管这个名词具有教导上的意义，例如与丹麦-挪威这个名词相提并论时一起用，但是它还是具有误导性质，因为自12世纪起芬兰是这个政治实体的不可分割的一部分。而丹麦和挪威则曾是两个独立的主权王国，虽然在1380年形成共主邦联，但直至16世纪依然是两个单独的政体。
这个政治实体的东西两半部主要是通过途经奥兰群岛的贸易和定居得到统一的。过去有说法认为是瑞典通过一场十字军征服了芬兰地区，但这种说法并没有事实支持。瑞典可能曾对芬兰地区发动过十字军，但十字军式的武力征服对瑞典在芬兰建立统治并不具有决定性的影响。

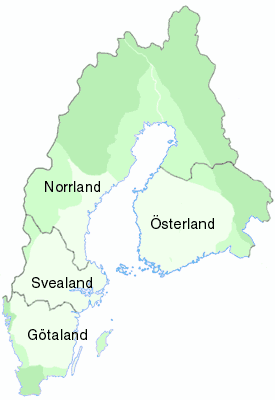
传统上的四个瑞典地区（不同时期的扩张由颜色的深浅程度来表示，边界为1700年时的界线）

直至1809年，芬兰被认为是四个瑞典地区中的一个。然而与约塔兰和斯韦阿兰不同的是，瑞典语在芬兰并不是大多数人的母语。瑞典语主要通行于海岸地区以及贵族和城市上层阶级里。
在瑞典帝国时期，瑞典-芬兰等同于瑞典本土；其他海外领地则组成为瑞典领地。然而，在1809年之前有时候会在概念上把瑞典和芬兰分开来。例如在一些16世纪的文件中，瑞典国王古斯塔夫·瓦萨在一些场合使用“瑞典和芬兰的城市”、“芬兰的城市”、“瑞典的城市”等词句，这有点暗示这两个部分是分开的。然而在这个上下文中，“芬兰”通常是指芬兰旧省中的芬兰本部和萨塔昆塔，但不包括海梅和卡累利阿。